# Племінник (фільм)
«Племінник» («Племянник») — радянський телефільм 1983 року, знятий режисером Вадимом Чернолихом на кіностудії «Мосфільм».

## Сюжет
Самотня жінка несподівано бачить по телевізору свого племінника, який загубився під час війни.

## У ролях
- Тетяна Пельтцер — головна роль
- Анатолій Пустохін — головна роль
- Тамара Дегтярьова — роль другого плану
- Анастасія Гіренкова — Ірішка

## Знімальна група
- Режисер — Вадим Чернолих